# Степаненко Іон Лукич
Іон (Йон) Лукич Степаненко (1895, місто Єйськ, тепер Краснодарського краю, Російська Федерація — 1965, місто Москва, тепер Російська Федерація) — радянський партійний діяч, 1-й секретар Якутського обласного комітету ВКП(б). Член Центральної Ревізійної Комісії ВКП(б) у 1939—1952 роках. Депутат Верховної Ради СРСР 1-го скликання (1941—1946 роки).

## Біографія
Народився в родині селянина-бідняка. У 1907 році закінчив Єйське початкове міське училище. У травні 1908 — травні 1911 року — учень взуттєвої майстерні Прокудіна у місті Єйську.
У травні 1911 — травні 1912 року — збивальник взуттєвої майстерні Пенькова у місті Єйську. У травні 1912 — травні 1915 року — збивальник приватних взуттєвих майстерень у містах Ростові-на-Дону, Азові, станицях Павловській і Староминській Кубанської області.
У червні 1915 — червні 1916 року — рядовий 108-го запасного піхотного полку російської армії в місті Єкатеринбурзі. У червні 1916 — серпні 1917 року — командир 29-го і 59-го відділень Сибірського стрілецького полку на Західному фронті, учасник Першої світової війни. У вересні 1917 — січні 1918 року — командир взводу 116-го запасного піхотного полку російської армії в місті Ахалцих Тифліської губернії.
У січні — листопаді 1918 року — заступник голови полкового комітету 1-го Єйського революційного полку РСЧА Каспійсько-Кавказького фронту. У листопаді 1918 — вересні 1919 року — червоноармієць і командир відділення 33-го інженерного батальйону Каспійсько-Кавказького і Південного фронтів.
Член РКП(б) з грудня 1918 року.
У вересні 1919 — травні 1920 року — військовий комісар і агітатор-організатор 97-ї окремої саперної роти і 3-го кавалерійського полку, 33-ї Кубанської дивізії РСЧА Південного і Північно-Кавказького фронтів.
У червні 1920 — червні 1921 року — заступник голови Єйської віддільської комісії по боротьбі із дезертирством. У червні — вересні 1921 року — голова Єйської комісії по боротьбі із трудовим дезертирством.
У вересні 1921 — травні 1925 року — командир 524-го і 540-го батальйонів особливого призначення у містах Грозному та Єйську.
У травні 1925 — липні 1926 року — помічник військового комісара Грозненського окружного військового комісаріату. У серпні — листопаді 1926 року — помічник військового комісара по політичній частині Таганрозького окружного військового комісаріату.
У грудні 1926 — вересні 1928 року — агітпропорганізатор бюро партійного колективу Таганрозького металургійного заводу тресту «Південьсталь».
У вересні 1928 — вересні 1931 року — студент Комуністичного університету імені Свердлова у Москві. У вересні 1931 — січні 1933 року — аспірант економічного відділення Комуністичного університету імені Свердлова у Москві.
У січні 1933 — квітні 1936 року — інструктор відділу культури і пропаганди ленінізму Московського міського комітету ВКП(б).
У квітні 1936 — вересні 1937 року — завідувач агітаційно-пропагандистського відділу Красногвардєйського районного комітету ВКП(б) міста Москви.
У вересні 1937 — січні 1939 року — 1-й секретар Красногвардєйського районного комітету ВКП(б) міста Москви.
У грудні 1938 — січні 1939 року — відповідальний організатор відділу керівних партійних органів ЦК ВКП(б).
У лютому 1939 — серпні 1943 року — 1-й секретар Якутського обласного комітету ВКП(б).
У листопаді 1943 — жовтні 1944 року — 1-й секретар Брянського міського комітету ВКП(б) Брянської області.
У листопаді 1944 — червні 1953 року — заступник секретаря і член Партійної комісії Московського міського комітету ВКП(б). У червні 1953 — лютому 1961 року — член Партійної комісії Московського міського комітету КПРС.
Потім — на пенсії у Москві. Похований на Новодівочому цвинтарі Москви.

## Нагороди
- орден Трудового Червоного Прапора
- ордени
- медалі